# 東武東上線ファミリーイベント
東武東上線ファミリーイベント（とうぶとうじょうせんファミリーイベント）は、埼玉県比企郡滑川町にある東武鉄道東上本線の森林公園検修区にて毎年開催されている子供連れ家族や鉄道ファン向けの鉄道イベントである。

## 概要
2006年（平成18年）より開催されており、2010年（平成22年）までは毎年3月に開催されていた。2008年（平成20年）3月23日は、「TJライナー」愛称決定を記念して「新ライナー愛称決定記念イベント」として開催された。2011年（平成23年）は、「東上線 森林公園ファミリーイベント2011」として4月3日に開催予定であったが、東日本大震災による計画停電により中止となり、11月23日に延期開催された。
イベント内容として、車両撮影会、車庫見学、車両洗浄線体験乗車、こども制服着用体験（小学生以下限定）、電車の運転台・車両操作体験が実施される。開催時間は10:00 - 15:00。入場は無料。なお、イベント内容によって事前申し込みが必要となる場合がある。
イベント当日には最寄り駅である森林公園駅までヘッドマーク付き臨時列車が運転されることもある。なお、2009年（平成21年）には『NHK連続テレビ小説 つばさ』をラッピングした臨時列車が運転された。

## 展示車両

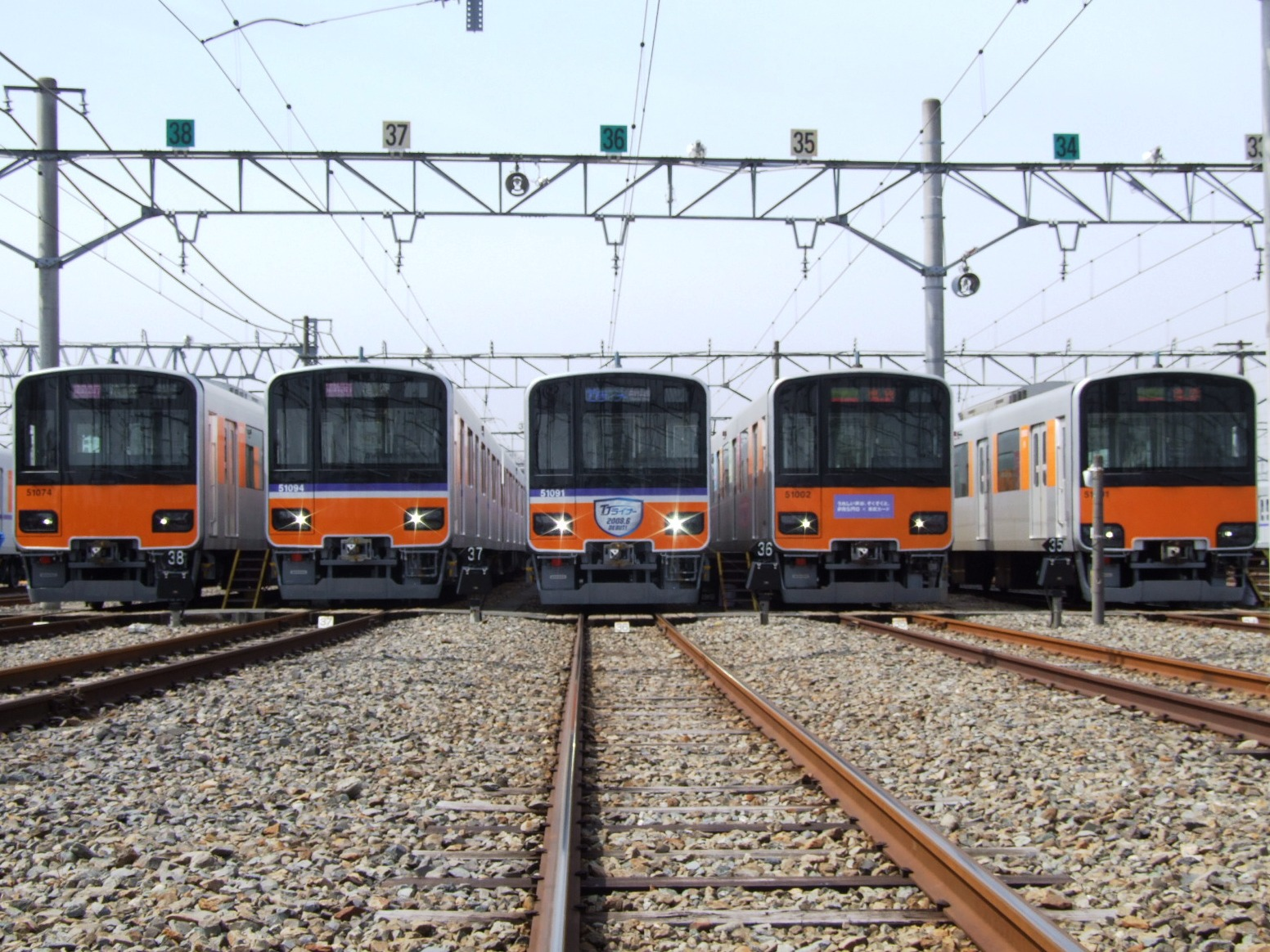
2008年開催時
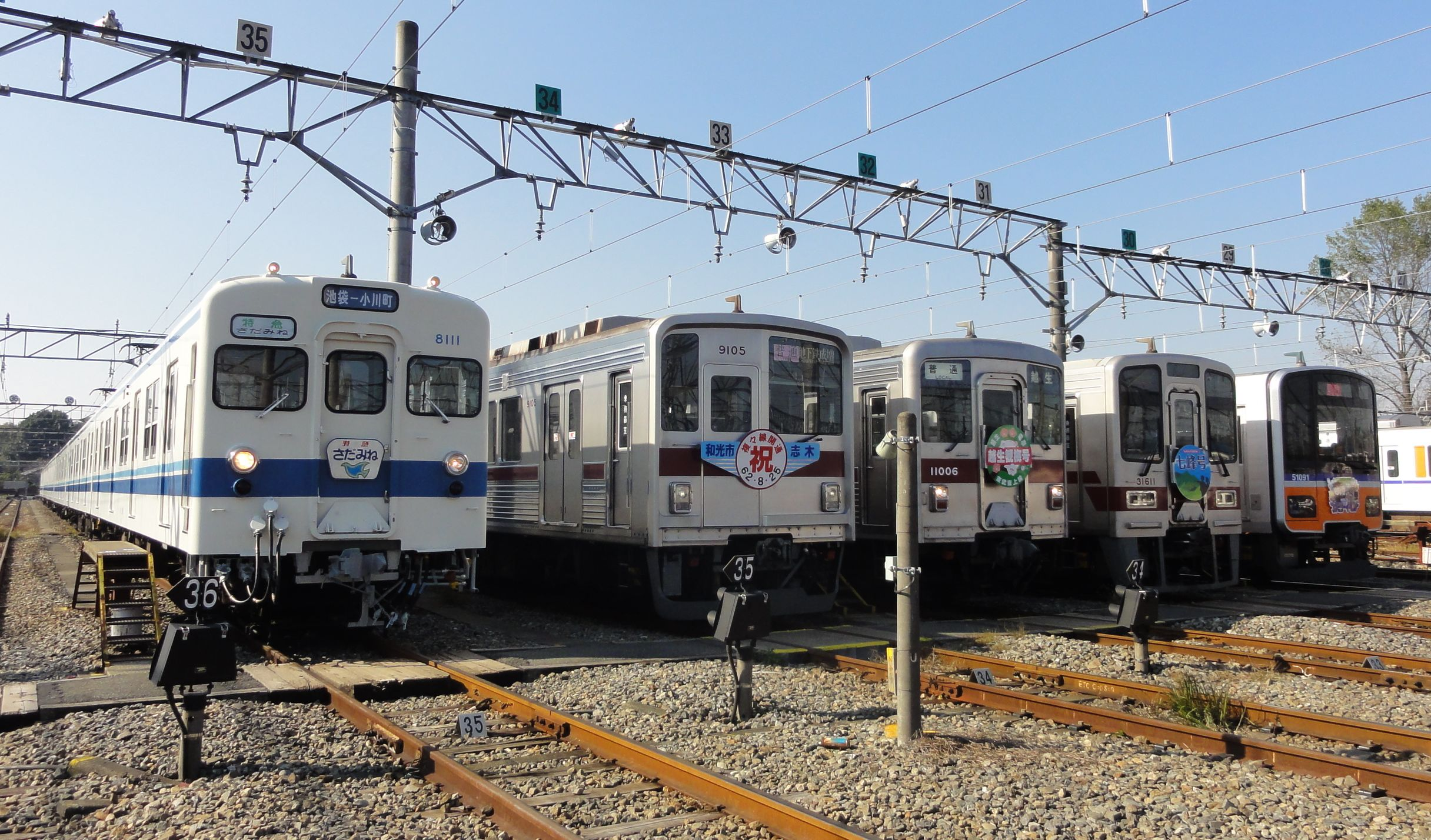
2011年開催時
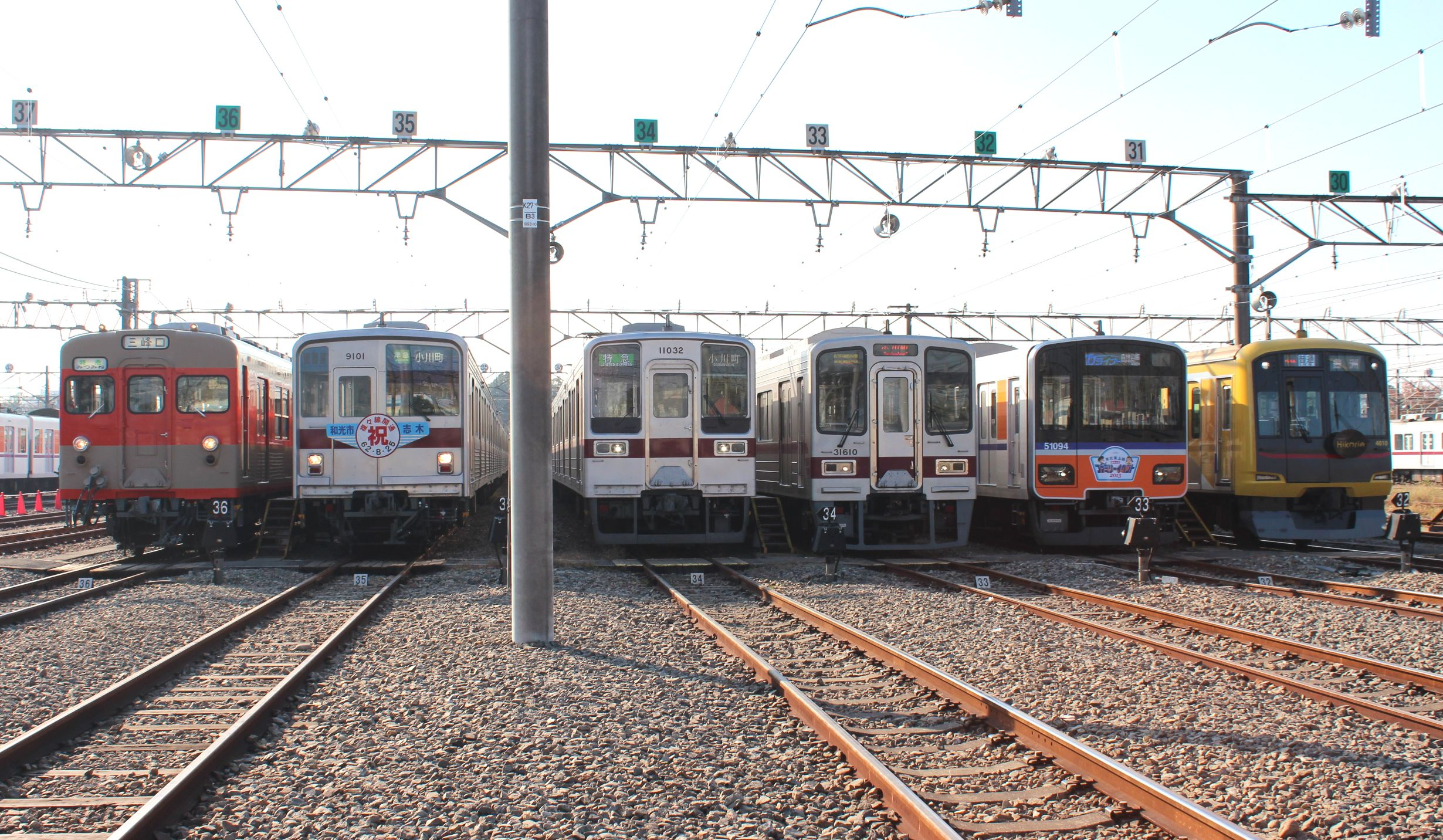
2013年開催時
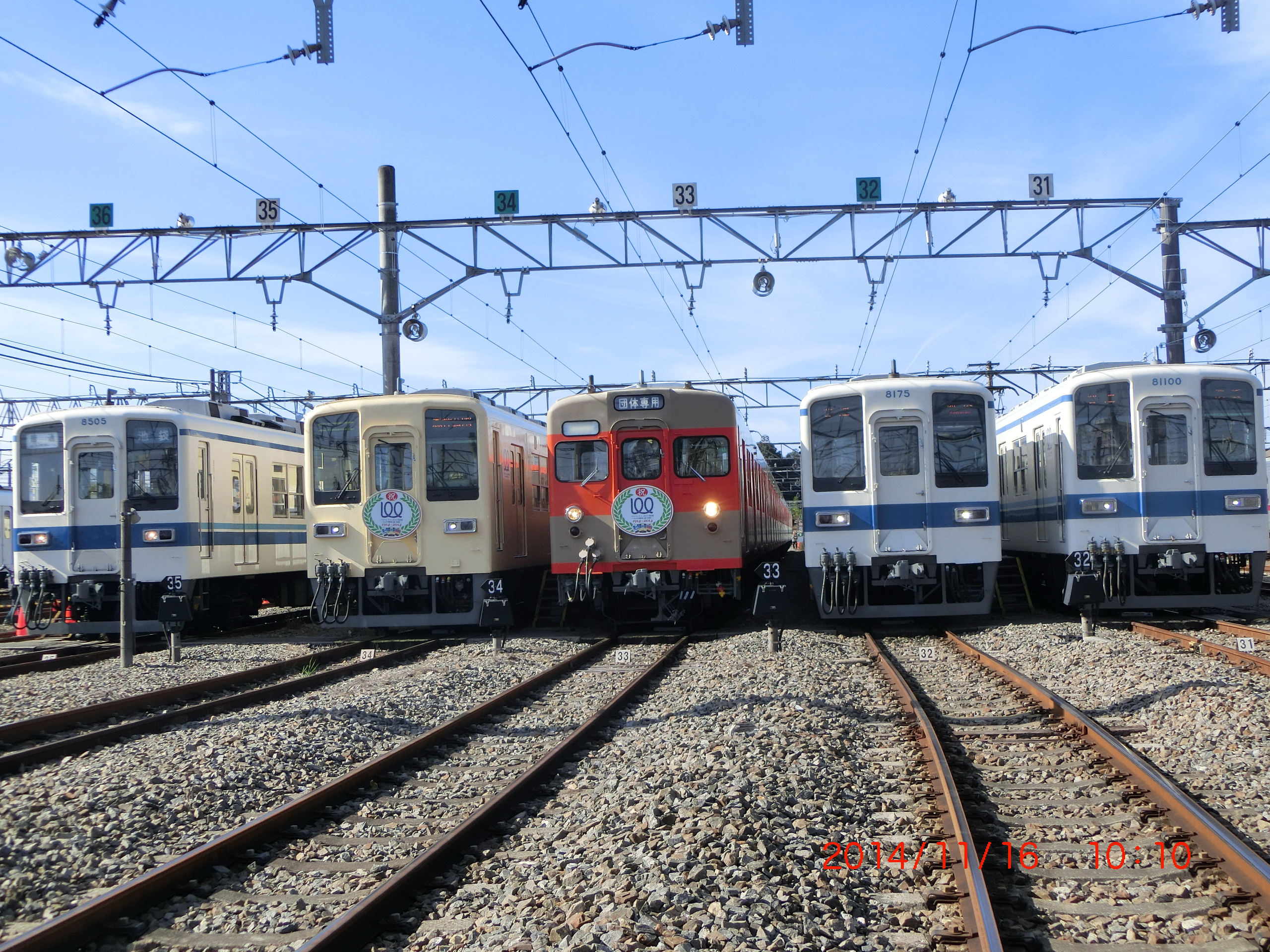
2014年開催時

2008年開催
TJライナー就役記念も兼ねたため50000型・50090型のみ
2009年開催
8000系・9000型・10030型・50000型・50090型
2010年開催
8000系・9000型・10000型・50090型
2011年開催
8000系 (8111F) ・9000型 (9105F) ・10000型 (11006F) ・30000系 (31611F+31411F) ・50090型 (51091F)
2012年開催
8000系 (8111F) ・9000型 (9101F) ・10030型 (11634F) ・30000系・50090型・東急5050系4000番台
2013年開催
8000系 (8111F) ・9000型 (9101F) ・10030型 (11032F) ・30000系 (31610F+31410F) ・50090型 (51094F) ・東急5050系4000番（4110F・Shibuya Hikarie号）
2014年開催
8000系 (8111F・8175F・81100F・81111F・8505F)
- 2008年開催時
- 2011年開催時
- 2013年開催時
- 2014年開催時

## 沿革
- 2006年（平成18年）3月 - 初開催。この年以降、毎年3月に開催となる。
- 2011年（平成23年）
  - 4月3日 - 東日本大震災の影響により中止。
  - 11月23日 - 延期開催。以後、11月の開催が定着する。
- 2015年（平成27年） - この年は開催されず。
- 2016年（平成28年） - 春に開催予定だったが、伊勢志摩サミット開催に伴う警備強化のため中止[9]。
- 2017年（平成29年） - この年も開催されず、事実上本線・野田線系のイベントである東武ファンフェスタに一本化。
- 2018年（平成30年）7月28日 - TJライナー運行開始10周年記念を記念した「TJライナー10周年記念 ファン感謝ツアー」が東武トップツアーズによって行われ、ツアー参加者向けに50090系5編成と8000系2編成を使用した撮影会が森林公園検修区で行われた[10][11]。
- 2019年（令和元年）12月1日 - 東武ファンフェスタ2019にて「2020年3月に復活する」と告知され、2020年（令和2年）1月7日に「東武東上線キッズフェスタ」と題して3月28日に開催することを発表した。東武百貨店池袋店（29日も開催）、川越東武ホテルも加えた3会場で開催する予定であったが、国内各地での新型コロナウイルスの感染拡大を受けて、無期限延期となる。
- 2025年（令和7年）1月30日に「東武東上線ファミリーイベント」が10年ぶりに2025年3月23日に復活開催することが決定した[12]。開催の理由は、同イベントの復活を望む多くの声と東上線の開業110年のもの間、東上線を支えていただいた皆様への感謝を込めて復活開催する形となった。